# Santa María Atzompa
Santa María Atzompa è un comune del Messico, situato nello stato di Oaxaca.